# Passage du Sud
Le passage du Sud est une voie du 19e arrondissement de Paris, en France. 

## Situation et accès
Le passage du Sud est une petite voie en impasse, située malgré son nom au nord-est de la capitale française.
La numérotation des bâtiments débute au nord du passage du Sud, à partir de la rue Petit ; les numéros impairs 1 et 3 et pairs 2 à 14 sont utilisés.
Le passage du Sud rencontre les voies suivantes, dans l'ordre des numéros croissants :
- Rue Petit
- Passage Dubois (g)

La station de métro la plus proche du passage du Sud est Laumière (au nord-ouest).

## Origine du nom
Elle doit son nom au fait qu'elle est située au sud d'un groupe de bâtiments construit par une société immobilière. 

## Historique
Cette voie est classée dans la voirie parisienne par un arrêté municipal du 31 mai 1995.